# RR Pictoris
RR Pictoris eller Nova Pictoris 1925 var en långsam nova i stjärnbilden Målaren. Novan upptäcktes den 25 maj 1925 av den brittiske telegrafisten och amatörastronomen R. Watson. Den nådde magnitud +1,0 i maximum och avklingade sedan långsamt.  Den är nu en stjärna av 12:e magnituden.